# Длиннохвостый поссум
Длиннохвостый поссум или хвостатый кускус (лат.  Cercartetus caudatus) — сумчатое млекопитающие семейства карликовых поссумов.

## Описание
Длина тела вместе с хвостом составляет около 10 см. Обладает большими глазами и круглыми ушами, похожими на мышиные. Выводковая сумка хорошо развита и открывается спереди. Хвост примерно в полтора раза длиннее туловища, из-за чего длиннохвостый поссум и получил свое название.

## Распространение
Обитает в тропических лесах Северной Австралии, Индонезии и Новой Гвинеи. Встречается на высоте от 1500 м над уровнем моря.

## Образ жизни
Ведет ночной, древесный образ жизни. Питается насекомыми, пыльцой и нектаром. Размножается два раза в год. В помете от одного до четырех детенышей. Первый помет появляется в январе или феврале, второй в конце августа или начале сентября. Молодые особи покидают гнездо на 45-й день жизни. Во время холодной погоды способен впадать в состояние оцепенения.